# Rusi u Hrvatskoj
Rusi u Hrvatskoj su jedna od 22 priznate nacionalne manjine Hrvatske.
Prema posljednjemu popisu stanovništva u Hrvatskoj živi 1481 Rusa, od čega najviše u Gradu Zagrebu (380 Rusa).

## Kretanje broja Rusa
| Službeni naziv Hrvatske                                 | Godina | Broj Rusa |
| ------------------------------------------------------- | ------ | --------- |
| Savska i Primorska banovina (kasnije Banovina Hrvatska) | 1931.  | 9831      |
| Narodna Republika Hrvatska                              | 1948.  | 3210      |
| Narodna Republika Hrvatska                              | 1953.  | 2183      |
| Socijalistička Republika Hrvatska                       | 1961.  | 3311      |
| Socijalistička Republika Hrvatska                       | 1971.  | 1240      |
| Socijalistička Republika Hrvatska                       | 1981.  | 758       |
| Republika Hrvatska                                      | 1991.  | 706       |
| Republika Hrvatska                                      | 2001.  | 906       |
| Republika Hrvatska                                      | 2011.  | 1279      |
| Republika Hrvatska                                      | 2021.  | 1481      |
| (Statistički zavod Hrvatske)                            |        |           |

- Napomena: U popisu stanovništva 1931. godine u okviru Rusi bilježeni su podatci za Rusine i Ukrajince u Hrvatskoj.

## Popis stanovništva 2021. godine
| Županija                      | Rusa | Ukupni postotak |
| ----------------------------- | ---- | --------------- |
| Grad Zagreb                   | 380  | 25,66%          |
| Splitsko-dalmatinska županija | 211  | 14,25%          |
| Istarska                      | 186  | 12,56%          |
| Primorsko-goranska            | 153  | 10,33%          |
| Međimurska                    | 118  | 7,97%           |
| Zagrebačka                    | 100  | 6,75%           |
| Dubrovačko-neretvanska        | 48   | 3,24%           |
| Sisačko-moslavačka            | 36   | 2,43%           |
| Šibensko-kninska              | 35   | 2,36%           |
| Zadarska                      | 34   | 2,3%            |
| Varaždinska                   | 29   | 1,96%           |
| Osječko-baranjska             | 27   | 1,82%           |
| Karlovačka                    | 24   | 1,62%           |
| Krapinsko-zagorska            | 24   | 1,62%           |
| Vukovarsko-srijemska          | 21   | 1,42%           |
| Koprivničko-križevačka        | 12   | 0,81%           |
| Bjelovarsko-bilogorska        | 11   | 0,74%           |
| Ličko-senjska                 | 11   | 0,74%           |
| Virovitičko-podravska         | 8    | 0,54%           |
| Požeško-slavonska             | 7    | 0,47%           |
| Brodsko-posavska              | 6    | 0,41%           |
| Ukupno                        | 1481 | 100%            |
| [ 6 ] [ 7 ]                   |      |                 |

## Poznate osobe
Poznati Rusi u Hrvatskoj:
- Aleksej Puninski, hrvatski plivač
- Boris Apsen, matematičar[8]
- Sergej Saltykov, liječnik, član HAZU-a[8]
- Ivan Plotnikov, kemičar i farmaceut[8]
- Anatolij Kudrjavcev, teatrolog
- Mihail Ostrovidov, novinar i snimatelj
- Irina Kunina Aleksander, spisateljica
- Žorž Skrigin, fotograf, filmski režiser
- Pelagija Belousova, prva supruga Josipa Broza Tita, živjeli su u Velikom Trojstvu
- Natalija Vorobjova-Hržić, pjesnikinja i prevoditeljica
- Katarina Todorcev Hlača , novinarka, urednica časopisa Rusa u Hrvatskoj "Ljetopis"
- Irina Kirilova, odbojkašica
- Jelena Čebukina, odbojkašica
- Tatjana Sidorenko, odbojkašica
- Nikolaj Karpolj, odbojkaški trener
- Alexandre Seleznev, plivački trener
- Vladimir Andrejevič Kurtin, vojskovođa, odlikovan najvećim odličjem carske Rusije, radio u Slivnome
- Saša Zalepugin (po ocu)
- Maksimilijan Petrovič Froman, baletni plesač i pedagog[8]
- Margarita Petrovna Froman, baletna plesačica i pedagogica[8]
- Pavel Petrovič Froman, scenograf i kostimograf[8]
- Valentin Petrovič Froman, baletni plesač i koreograf
- Vasilij Petrovič Antipov, slikar
- Aleksandar Vereščagin,  filmski redatelj, glumac i kazališni djelatnik
- Sergej Sklevicky, ekonomist
- Aleksej Hanzen[8]
- Viktor Ostrovidov, prvi neuropsihijatar u splitskoj bolnici[9]
- Maja Perfiljeva (po ocu), autorica pjesama
- Andrej Bjelofastov, hrvatski vaterpolski reprezentativac
- Konstantin Harkov, hrvatski vaterpolski reprezentativac
- Jelena Vorobjova, jedriličarka, olimpijka
- Zoja Dumengjić (rođena Nepenina), najbolja hrvatska žena arhitektica 20. stoljeća